# Bursuceni, Suceava
Bursuceni este un sat în comuna Verești din județul Suceava, Moldova, România.

## Geografie
Localitatea este situată în sud-estul județului Suceava, la granița cu județul Botoșani, la 4 km de șoseaua națională ce leagă Municipiul Suceava de Municipiul Botoșani. Satul Bursuceni este situat pe valea Siretului, și aparține de comuna Verești. Satul este învecinat la nord cu localiatea Dumbrăveni, la sud cu satul Corocăiești, la vest cu localitatea Veresti iar in partea estică este străjuit de râul Siret.

## Obiective de interes general
În Bursuceni funcționează două școli, o biserică ortodoxă, una a creștinilor după evanghelie și una baptistă.  Mulți dintre tinerii de aici frecventează cursurile liceelor din Dumbrăveni și Suceava.

## Obiceiuri și tradiții
Tinerii din localitate încă mai păstrează vechile tradiții de sărbători.

## Istoric

### Descoperiri arheologice
- Bursuceni Heleșteu. La marginea nordică a satului Bursuceni există o lutărie de mari proporții, aici au fost descoperite urmele unor locuințe, grote de provizii, cuptoare de ars cărămizi. Aceste mărturii arheologice au fost datate sec III și II î.Hr. și sec III-VI d.Hr.
- Bursuceni Izvoară: având în vedere descoperirile arheologice găsite în această zonă au fost datate sec. III, II î.Hr. și sec IV d.Hr.
- Bursuceni-Heretcu (atestată documentar la 6 martie 1682). Până la reforma agrară a domnitorului Alexandru Ioan Cuza, locuitorii satelor erau clăcași, apoi au devenit mici proprietari de terenuri.

### Istoric școală
Astfel, cea mai veche însemnare, un proces verbal de inspecție din 22 decembrie 1932, ne înștiințează că în satul Bursuceni, comuna Verești, județul Botoșani, Școala Primară Mixtă, cu 7 clase și cu 3 posturi de învățător, condusă de d-l Constantin Niculică funcționează într-un local închiriat, cu 2 săli de clasă. Din lipsă de spațiu, clasa a VII-a funcționa la Școala Corocăiești. Pe lângă această școală se înființase Căminul Cultural „Ion Simionescu”. Numărul de elevi înscriși în clasele I-VI era de 185. Programul școlii se desfășura dimineața și după-amiaza, cu o pauză la prânz. Cele 3 cadre didactice aveau ore și cu clasele de dimineață și cu cele de după-amiază. În anul 1933, localul școlii se mărește cu un antreu, ce va servi drept cancelarie. Tot acum, aflăm că școala deținea teren agricol pe care îl dădea în arendă.
În anul 1968 potrivit noii Reforme administrative, satul Bursuceni, comuna Verești trece sub administrarea județului Suceava, școala devenind Școala Generală Bursuceni.
În anii comunismului, se construiește corpul de clădire unde astăzi învață elevii din ciclul gimnazial(„școala nouă”). Construcția are parter și un etaj, fiind înconjurată de lotul școlar și terenul de sport. Școala este dotată cu bănci,dulapuri-vitrină, table, catedre, mese și scaune de laborator și material didactic necesar desfășurării orelor de curs.
De-a lungul timpului, funcția de director al școlii a fost deținută de urmtoarele cadre didactice: Constantin Niculică, Mihai Lăcustă, Constantin Chiriac, Iulian Dăscălescu, Pavel Gavriliuc, Aglaia Pascaru, Mihai Gâză, Pavel Coșar, Dragoș Tabără, Eugenia Dumitriu
Începând cu anul școlar 2005 școala se numește Școala generală cu clasele I-VIII Bursuceni- Corocăiești.

## Galerie foto

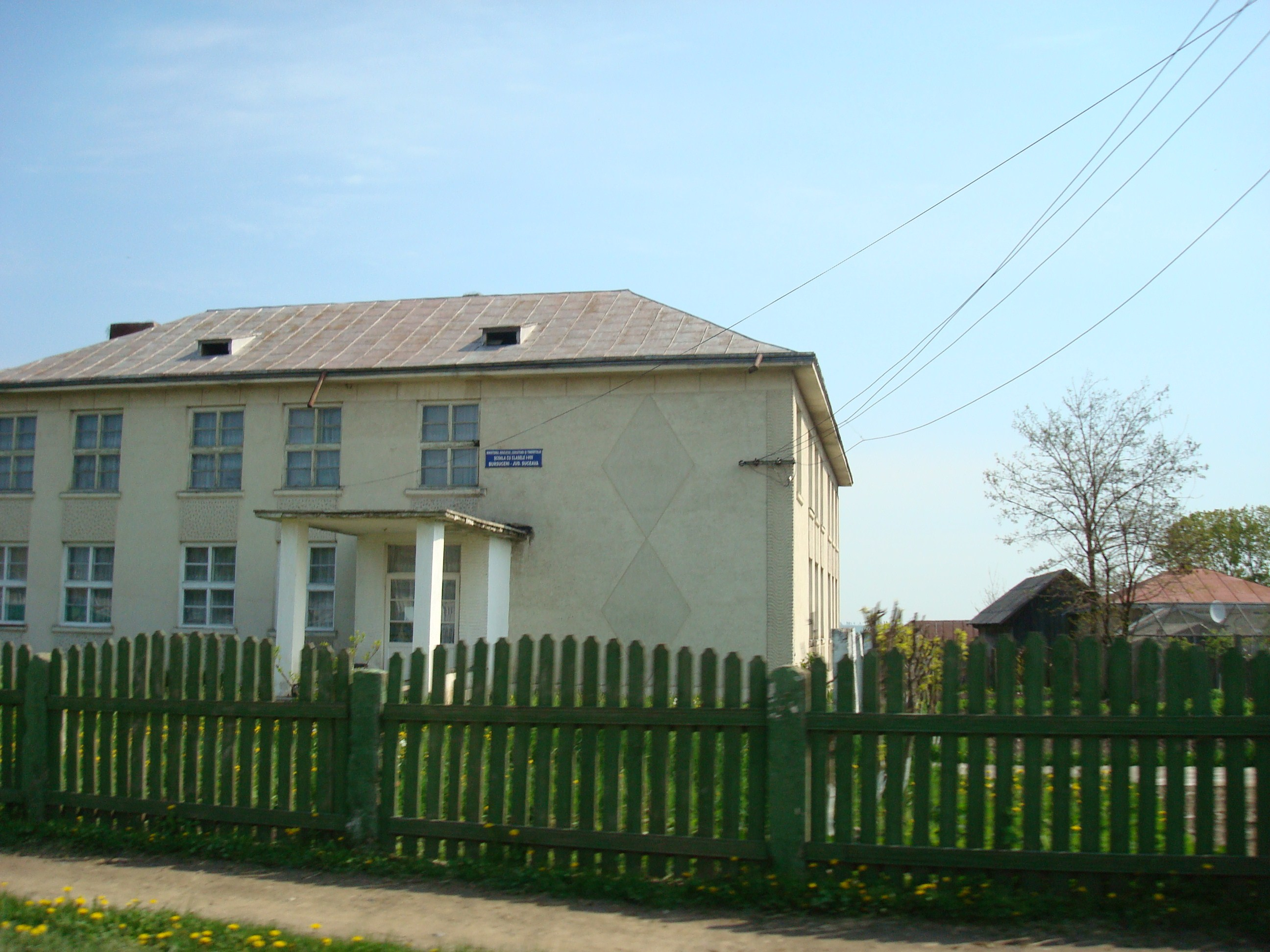
Școala nouă din Bursuceni
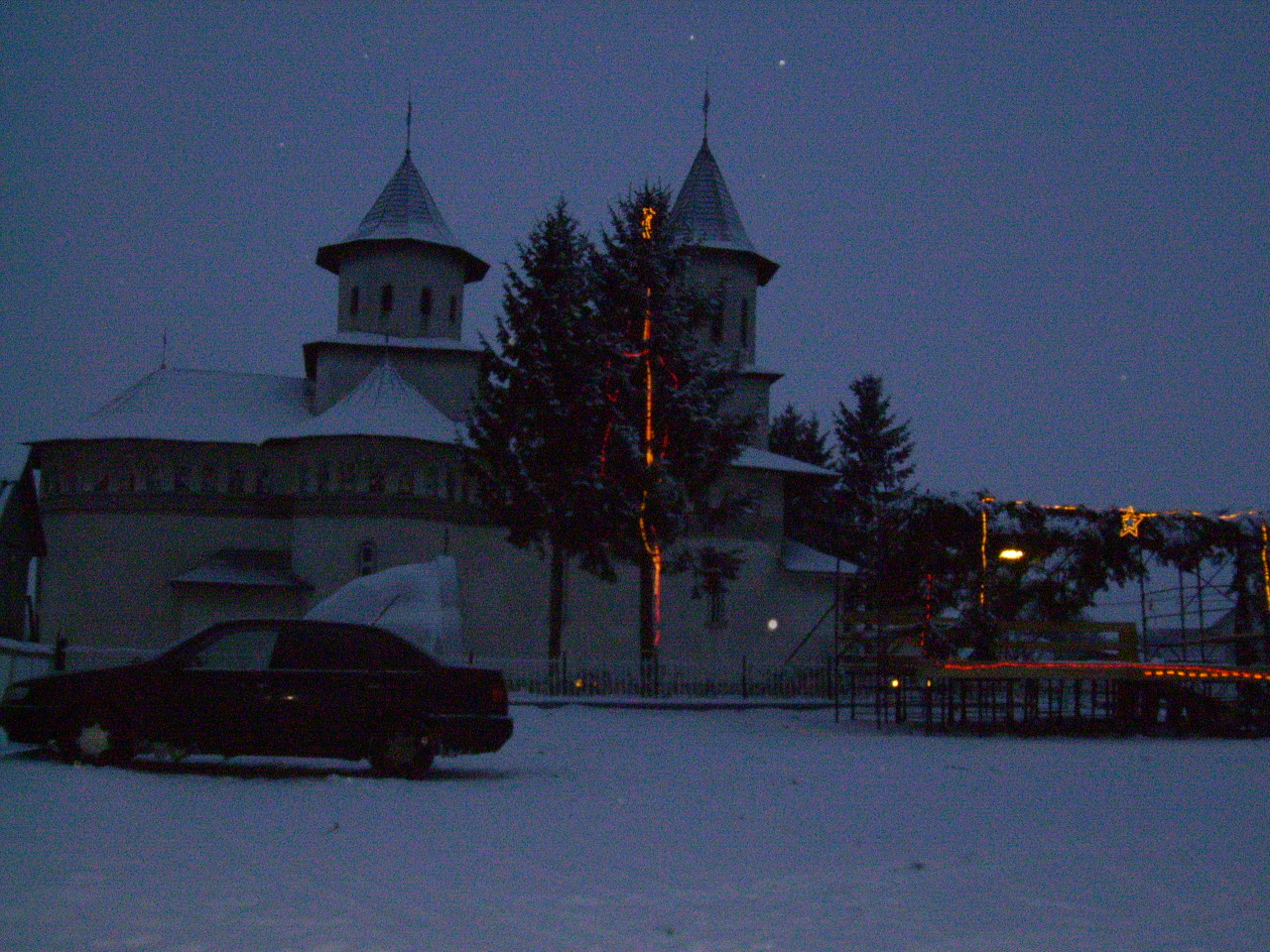
Biserica ortodoxă din Bursuceni